# 마코 아롭
마코 아롭(영어: Marco Arop, 1998년 9월 20일~)은 캐나다의 육상 선수이다. 주 종목은 중거리 달리기로 특히 800m 경기에 출전하고 있다. 2024년 하계 올림픽 남자 800m 종목에서 은메달을 획득했고 세계 선수권 대회 800m 금메달 1개, 동메달 1개를 획득했다.